# باتريسيا سكينر
باتريسيا سكينر (بالإنجليزية: Patricia Skinner)‏ هي مبارزة بالسيف زامبية، ولدت في 12 مايو 1930.

## وصلات خارجية
- باتريسيا سكينر على موقع أوليمبيديا (الإنجليزية)